# Hydriomena roseostriata
Hydriomena roseostriata là một loài bướm đêm trong họ Geometridae.